# Liste der Municipios im Departamento del Cauca
Das Departamento del Cauca besteht aus 42 Municipios. Diese untergliedern sich in einen Gemeindekern (Cabecera Municipal) und dem Umland (Resto Rural). Das Umland wiederum wird weiter unterteilt in sogenannte Polizeiinspektionen (Inspecciones de Policía Municipal), kleinere Ämter (Corregimientos), Siedlungszentren (Centros Poblados) und Gehöfte (Caseríos). Im Folgenden verzeichnet sind die Municipios mit ihrer Gesamteinwohnerzahl aus der Volkszählung des kolumbianischen Statistikamtes DANE aus dem Jahr 2018, hochgerechnet für das Jahr 2022.
| Municipio              | Einwohnerzahl 2022 |
| ---------------------- | ------------------ |
| Almaguer               | 18.468             |
| Argelia                | 27.013             |
| Balboa                 | 21.780             |
| Bolívar                | 37.586             |
| Buenos Aires           | 32.568             |
| Cajibío                | 43.527             |
| Caldono                | 42.447             |
| Caloto                 | 30.699             |
| Corinto                | 25.847             |
| El Tambo               | 54.629             |
| Florencia              | 5.389              |
| Guachené               | 20.340             |
| Guapi                  | 28.139             |
| Inzá                   | 29.918             |
| Jambaló                | 18.869             |
| La Sierra              | 10.825             |
| La Vega                | 25.036             |
| López de Micay         | 19.239             |
| Mercaderes             | 23.467             |
| Miranda                | 32.602             |
| Morales                | 40.733             |
| Padilla                | 10.152             |
| Páez                   | 47.499             |
| Patía                  | 38.094             |
| Piamonte               | 9.409              |
| Piendamó               | 42.515             |
| Popayán                | 330.750            |
| Puerto Tejada          | 42.462             |
| Puracé                 | 17.850             |
| Rosas                  | 11.724             |
| San Sebastián          | 11.239             |
| Santander de Quilichao | 114.832            |
| Santa Rosa             | 5.469              |
| Silvia                 | 38.680             |
| Sotará                 | 14.440             |
| Suárez                 | 33.053             |
| Sucre                  | 9.826              |
| Timbío                 | 36.875             |
| Timbiquí               | 27.038             |
| Toribío                | 37.289             |
| Totoró                 | 26.027             |
| Villa Rica             | 21.674             |